# استیو هولمز (بازیگر پورنوگرافی)
استیو هولمز (رومانیایی: Steve Holmes؛ زاده ۲۳ مارس ۱۹۶۱) یک بازیگر پورنوگرافی اهل رومانی است.